# Bati (ville)
Pour les articles homonymes, voir Bati.
Bati est une ville du nord de l'Éthiopie, située à 1 502 mètres d'altitude. Elle se situe dans la Woreda de Bati, subdivision de la zone Oromia et de la région Amhara.
Elle compte 20 536 habitants au recensement de 2011.